# لیم سرکومبه
لیم سرکومبه (انگلیسی: Liam Sercombe؛ زادهٔ ۲۵ آوریل ۱۹۹۰) بازیکن فوتبال اهل بریتانیا است.
از باشگاه‌هایی که در آن بازی کرده‌است می‌توان به باشگاه فوتبال آکسفورد یونایتد و باشگاه فوتبال اکستر سیتی اشاره کرد.